# Chiesa dell'Immacolata (Tenno)
La chiesa dell'Immacolata è la parrocchiale di Tenno in Trentino. Risale al XIII secolo.

## Storia

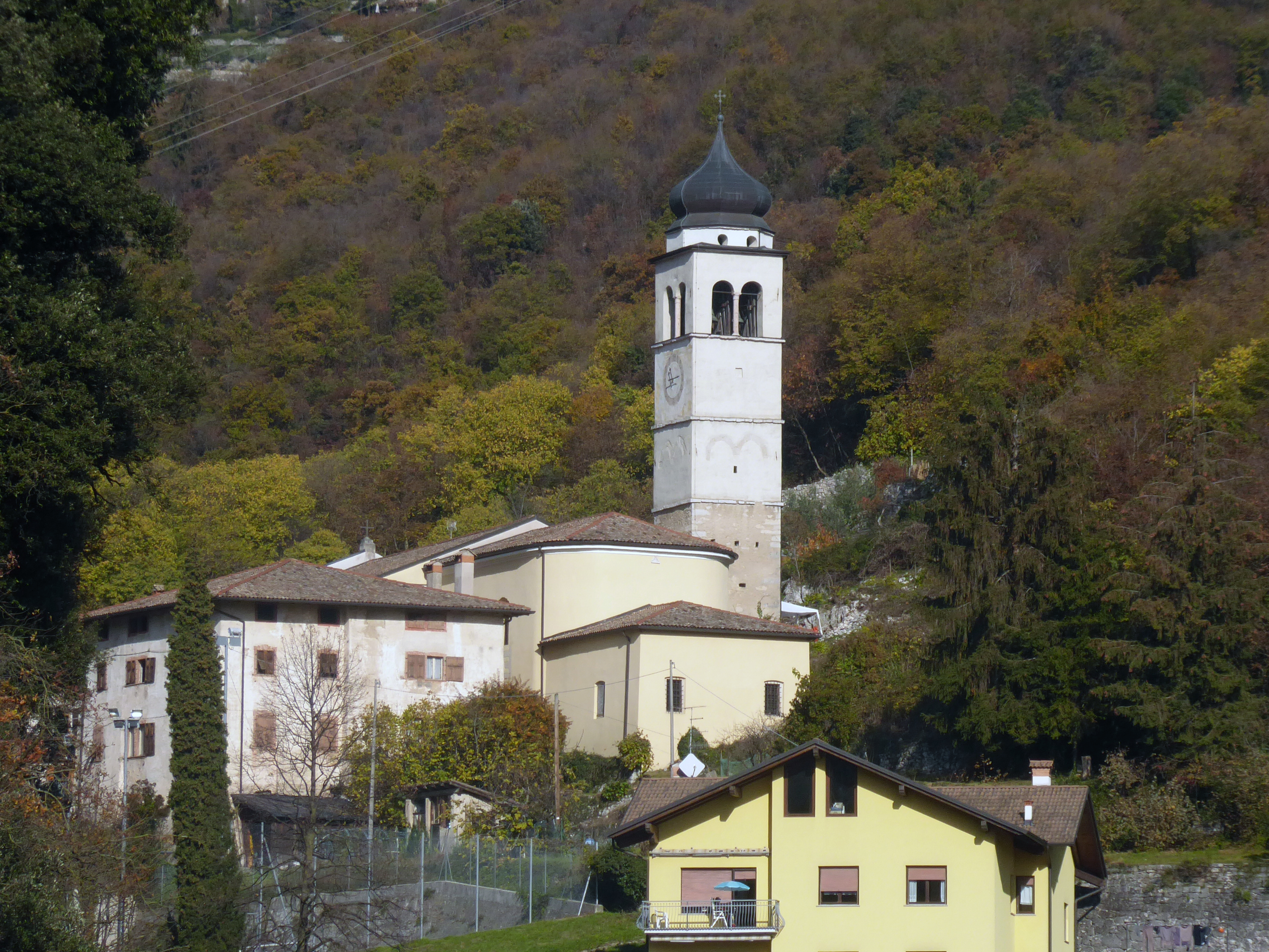
La chiesa dell'Immacolata nell'abitato di Tenno

L'antica pieve di Tenno venne citata la prima volta su documenti del 1204.
Nella prima metà del XVI secolo venne eretta la torre campanaria e verso la fine venne ampliata la parte posteriore absidale, dove all'epoca si trovava il camposanto.
Verso la fine del secolo successivo una parte dell'antico edificio fu oggetto di ricostruzione poi, nel 1711, la torre campanaria venne sopraelevata.
Nel penultimo decennio del XIX secolo l'edificio fu oggetto di un nuovo ampliamento e anche di un lavoro di decorazione con stucchi secondo lo stile rococò. Gli ultimi interventi importanti sul piano decorativo sono stati realizzati negli anni trenta con pitture murali nella parte presbiteriale.

## Descrizione
La chiesa si trova a Tenno nella zona alta dell'abitato di Gardula su una piccola piazza circondata in parte da un muro di rinforzo. La facciata tripartita è classicheggiante. La torre campanaria si conclude nella parte apicale con una copertura a cipolla.
Sul portale principale della facciata è scolpito lo stemma del cardinale Adriano Castellesi con una targa marmorea che ricorda i lavori da lui fatti eseguire all'inizio del XVI secolo e anticamente la chiesa veniva indicata come la Cà del Cardinal.